# 德賴島
德賴島（丹麥語：Drejø）是丹麥的島嶼，位於菲英島以南波羅的海，由南丹麥大區負責管轄，長5公里、寬2公里，面積4.26平方公里，2012年人口66，人口密度為每平方公里15人。